# Tim Holden
Thomas Timothy "Tim" Holden, född 5 mars 1957 i Schuylkill County, Pennsylvania, är en amerikansk demokratisk politiker. Han var ledamot av USA:s representanthus 1993–2013.
Holden gick i skola i St. Clair Area High School i Schuylkill County. Han studerade vid Fork Union Military Academy och vid University of Richmond. Han avlade sedan 1980 kandidatexamen vid Bloomsburg State University. Han var sheriff för Schuylkill County 1985–1993.
Kongressledamoten Gus Yatron kandiderade inte till omval i kongressvalet 1992. Holden vann valet och efterträdde Yatron i representanthuset i januari 1993.